# Pierre Mazier
Pour les articles homonymes, voir Mazier.
Pierre Mazier, né le 26 novembre 1920 à Jonquières-Saint-Vincent et mort le 28 novembre 2016 à Montpellier est un résistant et essayiste français.

## Biographie
Né le 26 novembre 1920 à Jonquières-Saint-Vincent, Pierre Mazier est le fils d’une
institutrice et d’un directeur d’école publique d’obédience anticléricale et
pacifiste.
Il obtient en 1938 son baccalauréat au lycée de garçons de Nîmes. Il entre
ensuite dans les classes préparatoires du lycée Chaptal.
En 1939, il revient à Nîmes et se met à préparer une licence d’histoire-géographie à la
Faculté des lettres de Montpellier ; il obtient une maîtrise et suit des cours de préparation
militaire supérieure.
Socialiste, il fréquente les Auberges de jeunesse et les Éclaireurs unionistes de France. Après l’armistice, il est attiré dans la Résistance par
Pierre-Henri Teitgen dont il suit les cours de droit. Membre du réseau
Liberté, il distribue Liberté et Combat à Nîmes.
Mobilisé en novembre 1942 aux Chantiers de jeunesse à Lodève, il échappe
l’année suivante au service du travail obligatoire et se réfugie clandestinement à
Nîmes. Il rencontre alors Léo Rousson et se met à distribuer des tracts,
recueillir des aviateurs alliés, ou protéger des réfractaires.
Après la Libération, il devient membre du comité départemental de libération du
Gard. Il y assiste aux dissensions entre communistes et socialistes, qui
conduisent à la démission de Georges Bruguier. Il démissionne lui-même
au début de 1945, et est remplacé par le communiste Maurice Fayet.
Enseignant au lycée de Nîmes, il est délégué rectoral puis ministériel jusqu’en
1947. Il rejoint ensuite la SNCF jusqu’en 1977. Il rédige
en parallèle une quinzaine d’ouvrages sur la Résistance ou l’histoire locale, notamment la série
En attendant la liberté avec Aimé Vielzeuf.
Il meurt en novembre 2016.

## Publications
- L’Espélido : histoire des chantiers de la jeunesse en Languedoc-Roussillon (préf. Arthur Conte), Nîmes, Lacour, 1989  (ISBN 2-86971-157-3).
- Sète au bon vieux temps, Nîmes, Lacour, 1990  (ISBN 2-86971-245-6).
- Bellegarde et son terroir : entre Provence et Languedoc (préf. Henri Serment), Nîmes, Lacour,

1991 (BNF 35498670).
- Quand le Gard se libérait : un ancien du CDL raconte (préf. Aimé Vielzeuf), Nîmes, Lacour, 1992  (ISBN 2-86971-615-X).
- L’Aigoual en colère : au temps des chantiers de jeunesse, Nîmes, Lacour, 1994  (ISBN 2-86971-986-8).
- Calendal : un chantier de jeunesse en 1942 dans le Gard rhodanien, Nîmes, Lacour, 1994  (ISBN 2-84149-040-8).
- Jadis et naguère : essai de généalogie familiale, Nîmes, Lacour, 1995  (ISBN 2-84149-170-6).
- Sommières : aux beaux jours du chemin de fer, Nîmes, Lacour, 1996 (BNF 36157377).
- Avec Aimé Vielzeuf, Quand le Gard résistait : dans le secret des bois, t. II, Nîmes, Lacour, 1997  (ISBN 2-84149-812-3).
- Avec Aimé Vielzeuf (préf. Antoine Benedittini, Quand le Gard résistait : sang et lumière (1940-1944), t. III, Nîmes, Lacour, 1998 (BNF 36991736).
- Aimé Vielzeuf : la Cévenne est en lui, Nîmes, Lacour, 2000  (ISBN 2-84406-857-X).
- Avec Jean-Claude Namur et Jean-Paul Pignède, Nîmes et le rail : de la bricole au TGV, Breil-sur-Roya, Le Cabri, 2001  (ISBN 2-908816-92-X).